# Paignton
Paignton är en stad i kommunen Torbay i grevskapet Devon på Englands sydkust. Staden har vuxit samman med grannstaden Torquay. Torquay har cirka 48 000 invånare år 2001. Staden nämndes i Domedagsboken (Domesday Book) år 1086, och kallades då Peintone/Peintona.